# Drietoma
Drietoma je naseljeno mjesto u okrugu Trenčín u  Trenčínskom kraju u Slovačkoj.

## Stanovništvo
| Godina:     | 1993. | 2003.   | 2013.   | 2023.   |
| ----------- | ----- | ------- | ------- | ------- |
| Broj ljudi: | 2047  | 2050    | 2248    | 2191    |
| Razlika:    |       | +0,14 % | +9,65 % | -2,53 % |

| Godina:     | 2022. | 2023.   |
| ----------- | ----- | ------- |
| Broj ljudi: | 2198  | 2191    |
| Razlika:    |       | -0,31 % |

Prema podacima o broju stanovnika iz 2023. godine naselje je imalo 2191 stanovnika.

## Vanjske poveznice
|  | Zajednički poslužitelj ima još gradiva o temi Drietoma |

- Službena stranica naselja (sl.)